# Актуар (осигурање)
Актуар стручњак је који се бави техничким аспектима осигурања, односно математиком осигурања (израчунавањем тарифа осигурања, ризика, резерви осигурања, итд).

## Актуарска математика
Актуарска математика је грана примењене математике која се бави основама осигурања живота и имовине. Заснива се на теорији вероватноће и на принципу еквиваленције, по коме збир свих уплата осигуравајућој компанији сведених на исти временски тренутак мора бити једнак збиру свих њених исплата такође сведених на тај временски тренутак. Актуарска математика се бави израчунавањем тарифа за различите врсте осигурања лица и имовине израчунавањем резерви у осигурању итд.